# Super Bowl LIII
O  Super Bowl LIII foi a 53ª edição da final da National Football League (NFL), que determinou o campeão da liga para a temporada de 2018. A partida foi travada entre o New England Patriots, o campeão da Conferência Americana (AFC), e Los Angeles Rams, o campeão da Conferência Nacional (NFC), e aconteceu a 3 de fevereiro de 2019 no Mercedes-Benz Stadium, em Atlanta, Geórgia. Os Patriots acabaram vencendo a partida e conquistando seu sexto título da NFL. Este foi o terceiro Super Bowl na cidade, tendo anteriormente hospedado as edições XXVIII, em 1994, e XXXIV, em 2000. O jogo foi televisionado pela CBS nos Estados Unidos. Este foi o segundo confronto entre os Rams e os Patriots numa final da liga, quando, em 2002, no Super Bowl XXXVI, os Pats, liderados também pelo técnico Bill Belichick e pelo quarterback Tom Brady, derrotaram os Rams, que jogovam em St. Louis na época, por 20 a 17.
Esta foi a terceira aparição seguida dos Patriots no Super Bowl, a quarta decisão em cinco anos e um recorde de onze aparições no total, sendo o nono jogo com a parceria Belichick-Brady; New England também foi o primeiro time a jogar em três Super Bowls consecutivos desde que Buffalo Bills jogou em quatro seguidos do Super Bowl XXV ao XXVIII. Os Patriots foram apenas a terceira equipe no geral a jogar em três Super Bowls consecutivos, depois do já mencionado Bills e do Miami Dolphins (de 1971 a 1973). Os Rams fizeram sua quarta aparição no Super Bowl na história da franquia, sendo esta a sua primeira aparição no Super Bowl desde que se mudaram para Los Angeles em 2016, e seu primeiro como uma franquia desde o Super Bowl XXXVI.
Os Patriots venceram o jogo, por 13 a 3, conquistando seu sexto Super Bowl, empatando assim com o Pittsburgh Steelers com o maior número de anéis de campeão do Super Bowl na história da liga. Dominado pelas defesas, foi a primeira partida na história do Super Bowl onde nenhum touchdown (TD) foi marcado nos três primeiros quartos. Também foi o Super Bowl com o menor número de pontuação já registrado (anteriormente havia sido 14 a 7 no Super Bowl VII). Os Patriots se tornaram apenas segundo time na era Super Bowl a vencer a final marcando apenas um touchdown, sendo a outra equipe o New York Jets no Super Bowl III. Também foi o primeiro Super Bowl desde a edição III onde nenhum time marcou um TD de passe. O wide receiver dos Patriots, Julian Edelman, foi nomeado o MVP do Super Bowl, com 10 recepções feitas para 141 jardas.
A transmissão da CBS, junto com o show do intervalo liderado pelo Maroon 5, viu a menor audiência do Super Bowl em dez anos. Devido à sua baixa pontuação e dificuldade dos ataques de ambas as equipes, o jogo foi considerado um dos piores Super Bowls, embora o desempenho defensivo de ambas as equipes seja considerado um dos melhores.

## Processo de seleção do local
Em 19 de Maio de 2015, a liga anunciou os quatro finalistas que iriam concorrer para sediar o Super Bowl LIII, em 2019. Os donos dos times da NFL votaram nas cidades, em 24 de Maio de 2016. A primeira rodada de votação determinaria o local da final. Os quatro finalistas, no Sudeste dos Estados Unidos, foram:
- Mercedes-Benz Stadium, em Atlanta, Geórgia: Este vai ser o primeiro Super Bowl jogado no Mercedes-Benz Stadium depois da sua inauguração em 2017. A cidade já havia hospedado dois Super Bowls, com o último sendo a edição XXXIV, em 2000.
- Hard Rock Stadium, em Miami Gardens: o Sul da Flórida anteriormente hospedou dez Super Bowls, com o último sendo a edição XLIV em 2010.
- Mercedes-Benz Superdome, em Nova Orleans, Luisiana: a cidade também já hospedou dez Super Bowls, com o último a edição XLVII em 2013.
- Raymond James Stadium, Tampa, Flórida: a cidade já hospedou quatro Super Bowls, com o último sendo a edição XLIII em 2009.

Depois de três votos, Atlanta foi premiada com o Super Bowl na reunião de proprietários dos times em 24 de Maio de 2016. A cidade de Los Angeles ganhou os direitos para sediar o Super Bowl LV.

## Entretenimento

### Hino Nacional dos Estados Unidos
Gladys Knight foi a responsável por cantar o "The Star-Spangled Banner", antes do início da partida.

### Show do intervalo
Em 13 de janeiro de 2019, a NFL anunciou oficialmente que a banda de pop Maroon 5 seria a atração principal do show do intervalo do Super Bowl LIII. Eles foram acompanhados por Big Boi, da dupla Outkast e Travis Scott, ambos como convidados.

## Resumo das pontuações

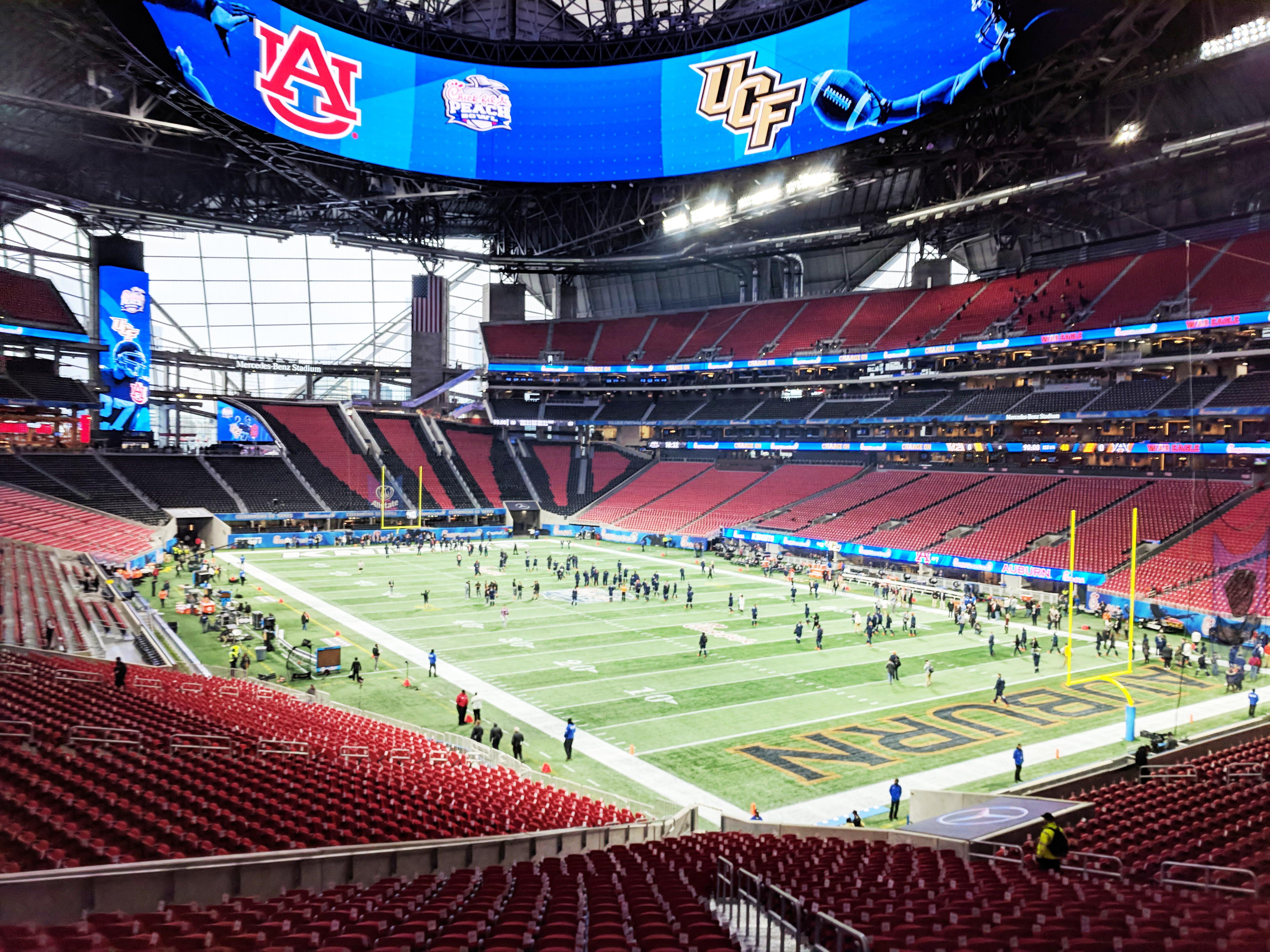
O estádio Mercedes-Benz Stadium antes do jogo.

| 2.º Quarto |      |
| NE – Field goal de 42 jardas por Stephen Gostkowski, 3:29                                                     | 3–0  |
| 3.º Quarto |      |
| LAR – Field goal de 53 jardas por Greg Zuerlein, 4:22                                                         | 3–3  |
| 4.º Quarto |      |
| NE – Touchdown terrestre de 2 jardas por Sony Michel (ponto extra bem sucedido, por Stephen Gostkowski), 2:49 | 10–3 |
| NE – Field goal de 41 jardas por Stephen Gostkowski, 3:05                                                     | 13–3 |
| Final: New England Patriots 13 x 3 Los Angeles Rams                                                           |      |